# Louis de Gallois
Pour les articles homonymes, voir Gallois (homonymie).
Louis-Georges-Gabriel de Gallois-Lachapelle  (né le 12 juillet 1775 à Bœrsch (paroisse Saint-Léonard) dans le Bas-Rhin - décédé le 25 août 1825 à Clermont-Ferrand), fait partie de la première promotion de l’École polytechnique (X 1794). Il est ingénieur des mines en 1799.

## Biographie

### Origine et études[3]
Louis-Georges-Gabriel de Gallois-Lachapelle descend d'une famille irlandaise, émigrée en France avec le roi Jacques II.
Son père, capitaine au corps de Royal-Bavière a servi sous le règne de Louis XV.
Destiné à entrer dans le Corps du Génie militaire, Louis-Georges-Gabriel fait ses études à Strasbourg et est reçu élève de l'École du génie, le 16 décembre 1791. Le 22 septembre 1794, il est nommé adjoint aux officiers de cette arme.
Voulant se perfectionner dans les sciences mathématiques, il entre, deux mois après, à l'École polytechnique. Souffrant, il interrompt ses études mais est admis à l'École des mines compte tenu des premiers examens de sortie de l’École polytechnique.
Il est nommé ingénieur des mines le 26 novembre 1799.

### Famille
Son fils Victor épouse en premières noces le 15 décembre 1832, à Saint-Paul-en-Jarez, la fille de James Jackson maître de forges, Ellen Jackson.

## Parcours professionnel[3]
En 1801, en compagnie de Beaunier, il fait un voyage d’étude aux mines de Poullaouen et de Huelgoët.
À nouveau malade, il reprend son service en 1803. Par la suite, son état de santé l’obligera à interrompre périodiquement ses travaux.
En 1804, il est envoyé à l'île d'Elbe pour être chargé du service des mines de fer qui s’y trouvent et faisant partie de la dotation de la Légion d’Honneur.
En 1807, il est affecté en Ligurie, avec le projet d’une affectation en Toscane, à l'effet d'introduire des perfectionnements dans les forges de ce pays. Il préfère, au préalable, aller étudier la métallurgie à l'école pratique de Geislautern et dans les usines des environs de Sarrebruck.
De retour de Geislautern, de Gallois est affecté à Gênes puis à Savone, sur la demande de Chabrol, comme chargé du service des mines des départements de Montenotte et de Marengo. Il y réalise, pendant deux ans, divers travaux relatifs à l'amélioration des procédés des forges, l'exploitation des houillères des Apennins, l'introduction de l'emploi de la houille dans un grand nombre de procédés d'usines et d'usages domestiques, enfin l'étude du sol de la contrée et sa description minéralogique.
Il est nommé ingénieur en chef en 1810. La même année de Gallois est envoyé en mission extraordinaire en Illyrie, chargé de la surveillance des mines en Carinthie et dans les provinces Illyriennes particulièrement sur les mines de plomb du Bleyberg. À cette occasion, il fait de longues tournées en Croatie avec le maréchal duc de Raguse.
En 1811, il est nommé directeur en chef des mines de mercure d'Idria en Carniole et comprise comme dotation de l’Ordre des Trois-Toisons d'Or, puis de la Légion d’Honneur. Il fait construire, dans les vallées qui environnent les mines, des écluses de flottage d'une grande utilité pour l’approvisionnement en combustible des établissements de la région.
En août 1814, de Gallois demande et obtient d'être placé dans le douzième arrondissement minéralogique, dont Saint-Étienne est le chef-lieu, afin de mettre en application ses observations faites dans les environs de Sarrebrück, à savoir l’association de minerai de fer aux terrains houillers, en vue de la création d’un établissement de transformation du minerai et de métallurgie.
Nommé, en avril 1816, professeur de docimasie et directeur du laboratoire à l'École des mines, il y renonce préférant se consacrer à son projet industriel.
À cette fin, de Gallois demande un congé de trois mois pour se rendre en Angleterre qu’il emploie à visiter les ateliers de Londres, à observer les détails pratiques de l’utilisation du fer et la fonte. Ayant obtenu une prolongation de son congé, il passe six mois à Newcastle, en Northumberland, pour étudier les mines, les usines, les chemins de fer. Il parcourt également l'Écosse, le pays de Galles et ne revient en France qu'au bout de seize mois.
À son retour à Paris, il rédige un mémoire, en 1818, sur les mines et usines à fer d'Angleterre, dont une partie est consacrée au chemin de fer qu’il a pu observer dans les établissements miniers qu’il visita.
Il retourne à Saint-Étienne en juin 1818 et est nommé, en 1819, professeur à l’École des mineurs qui venait d’y être créée, à l’initiative de Beaunier, en qualité de professeur de métallurgie.
Il participe à la Commission temporaire des mines de la Loire chargée de déterminer définitivement les concessions houillères de Saint-Étienne.
L’administration lui accorde un congé pour diriger la Compagnie des mines de fer de Saint-Étienne en étant déchargé de toute fonction comme ingénieur dans le département de la Loire mais en continuant son service dans les départements du Puy-de-Dôme, de la Haute-Loire et du Cantal.
Démissionnaire de la direction de la Compagnie des Mines de fer de Saint-Étienne en 1823, il réintègre le corps des ingénieurs de mines.
Le 23 août 1823 il est nommé chevalier la Légion d'honneur et, l'année suivante, promu à la première classe de son grade.
En juillet 1825, de Gallois prend les eaux au Mont-Dore ; il en revient souffrant et affaibli. Lors d’une tournée dans le département du Cantal, il se repose quelques jours à Clermont. Il y décède le 25 août.

## Compagnie des Mines de fer de Saint-Étienne

Schéma de l'appareil d'un hauts-fourneaux.

Ayant vu traiter dans les usines de la Sarre des minerais de fer extraits des terrains houiller environnants, de Gallois avait eu connaissance qu'en Angleterre la houille servait à fondre le minerai de fer. Fort de ses observations, il estime que les terrains houillers en France devaient aussi renfermer des minerais de fer semblables aux minerais comme en Angleterre ou comme à Sarrebrück. 

« Il voulait procurer à sa patrie les immenses avantages que l'industrie anglaise retire de l'exploitation combinée de la houille et du fer, et il désirait vivement vérifier la justesse de ces présomptions, dans la contrée du royaume la plus riche en bouille [Saint-Étienne]. »

— Notice nécrologique sur M. de Gallois-Lachapelle.
Avant de rejoindre le département de la Loire, il passe plusieurs mois à préparer le projet d'un grand établissement sidérurgique alimenté par le minerai de fer qu'il pense découvrir.
Ses espoirs ne sont pas démentis et peu après son installation à Saint-Étienne, à la fin d'octobre 1814, il trouve le minerai de fer qu'il cherchait.

Principe du four à réverbère. Schéma effectué à partir de la planche XXIV de l'ouvrage Description de l'art de fabriquer des canons de Gaspard Monge (18 pluviôse an 2 : 6 février 1794.

Les événements des Cent-Jours retardent ses travaux. Au mois de novembre 1815, il fait part de ses découvertes et analyses au directeur général des Ponts et Chaussées et des Mines en exprimant le souhait de fonder lui-même une grande usine de transformation du minerai.
Le projet de Gallois s’inscrit dans une démarche, souhaitée par les ingénieurs des Mines à l’époque, de créer des industries dont ils auraient la charge et qu’ils pourraient ériger en usines modèles pour fournir les procédés nouveaux aux industriels, le plus souvent autodidactes, sans que ceux-ci aient en assumer les risques d’élaboration. Par ailleurs, l’investissement industriel connait un renouveau sous la Restauration facilité par la mise en place d’un tarif douanier élevant le coût des importations pour protéger l’industrie nationale ; en particulier, les importations de fers sont soumises à un droit de 50 % en 1816-1818, relevé à 120 % en 1822,. Face au renchérissement des importations, et à la perte des provinces belges et de la Sarre productrices de fers, les marchands de fer parisiens investissent dans des usines sidérurgiques ou métallurgiques à l’abri du tarif douanier protecteur.
Début 1816, il conçoit la création d’une société exploitant des houillères, des mines de fer et une grande usine métallurgique. Le 8 mars 1816, la Cie des mines de fer de Saint-Étienne, représentée par de Gallois, demande une concession de 83 km2, l’établissement de hauts fourneaux à Rive-de-Gier et le privilège exclusif de traiter du minerai de fer par la houille.
Un groupe lyonnais mené par Frèrejean et un autre mené par le rubanier stéphanois Neyrand, propriétaire de houillère, font des demandes similaires.
Dans l’attente de la réponse, Gallois effectue un voyage de seize mois en Angleterre. À son retour, en novembre 1818, il demande la concession de tout le minerai de fer du territoire houiller de la Loire, la concession houillère du Janon et la permission d’établir une usine à l’anglaise au Janon, près de Saint-Étienne comprenant hauts-fourneaux, ateliers d’affinage de la fonte avec fours à puddler et laminoirs.
La création d’une telle usine concentrant en un même lieu la transformation du minerai de fer en fonte puis son affinage en produits dérivés selon les procédés anglais, est une innovation et une première en France à mettre au crédit de Gallois.
Parallèlement, les statuts de la Cie des Mines de fer de Saint-Étienne, enregistrés le 11 novembre 1818 chez Me Pouret notaire à Saint-Étienne, sont examinés par le Conseil général des mines en juin 1819 et sont modifiés, après avis du Conseil d’État, le 4 septembre 1820. La société est créée par ordonnance du 25 octobre 1820. Les actions sont prises avec empressement. Plus du 1/3 des actionnaires (34 %, soit 17 individus), extérieurs à Saint-Étienne et ses environs, détiennent plus de la 1/2 du capital (56,5 %) ; le groupe Boigues et de Gallois détiennent 33 % du capital (soit 7 individus). La totalité des actions (1 000 d’une valeur chacune de 1 500 F) n’est pas souscrite au moment de son autorisation ; seulement 985 actions, dont 50 gratuites remises à de Gallois pour prix de ses avances, droit d'inventeur et autres frais.

Principe du laminage (laminoir) : le métal subit une réduction d'épaisseur par écrasement entre les deux cylindres.

Les statuts de 1820 prévoient d’élever 3 hauts-fourneaux, dont un en « réparation ou en attente », de machines soufflantes, une forge « d’après les procédés anglais les plus propres à affiner la fonte et à la convertir en fer malléable », puis ultérieurement 2 derniers hauts fourneaux. Enfin, la société se réserve la possibilité d’acheter du minerai de fer et de la houille hors de ses concessions ainsi que « l’établissement de chemins de fer ou autres et de canaux. ». Trois premiers hauts-fourneaux sont autorisés en 1821.
La construction du premier haut fourneau est achevée le 29 octobre 1822, puis un second en août 1825. Ce furent les seules réalisations du projet initial de Gallois ; l’usine anglaise qu’il avait projeté ne sera pas.
Diverses ordonnances accordent des concessions de minerai de fer à la compagnie ; 30 août 1826 pour le concession de Saint-Sorlin dans l’Ain, le 19 décembre 1827 pour les concessions de Beaubrun et Montsalson, 25 avril 1828 pour la concession de Terrenoire et 28 février 1831 pour la concession du Soleil. Pour les concessions de mines de houille, la compagnie affronte la Société des fonderies et forges de la Loire et de l’Isère de Frèrejean crée en 1821 ; la Compagnie de Gallois obtient la concession de houille de Terrenoire, celle de Frèrejaen les concessions de houille de Janon et de Côte-Thiollière.

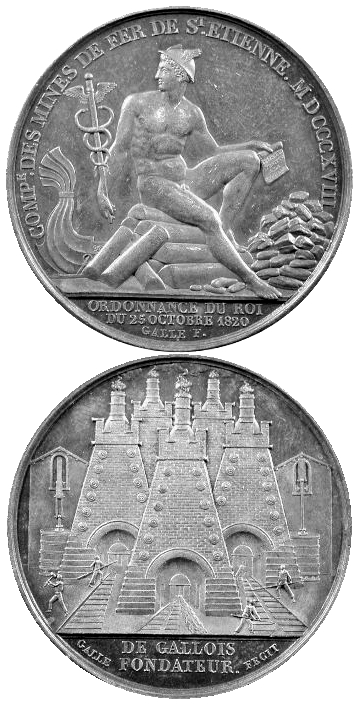
Jeton de la Compagnie des Mines de fers de Saint-Étienne (Graveur A. Galle),

La compagnie sollicite du gouvernement l'autorisation pour de Gallois de se charger de la direction de ses établissements ; l’administration lui accorde un congé,.

Des obstacles imprévus vont retarder les travaux : il est obligé, en 1820, d’effectuer un second voyage de trois mois en Angleterre, pour y accélérer la réalisation et l'envoi des machines qu'il y avait commandées.

« Les constructions sont romaines (sic) à Terrenoire et tout ce qui s’y fait semble plutôt l’ouvrage d’un gouvernement que d’une compagnie créée dans un but spéculatif et commercial ; aussi les choses marchent lentement… Une autre plaie de l’affinerie de la compagnie Gallois, c’est le voisinage de Frérejean qui l’entoure et la circonvient de toutes parts… Il est là à épier tout ce qui se fait pour profiter des écoles qui peuvent avoir lieu et appliquer ce qui peut réussir… Cette concurrence ne serait rien pour la compagnie Gallois si les choses allaient rapidement, mais il est à craindre que les autres ne prennent de beaucoup les devants et il y a toujours un grand avantage à cela… »

— Lettre de G. Dufaud à MM. Boigues et fils à Paris écrite à Saint-Étienne le 6 avril 1822.
De novembre 1822 à janvier 1823, l’usine fabrique 12 tonnes de fonte et emploie 150 personnes. Ses produits figurent en bonne place à l’exposition des produits de l’industrie française de 1823 à Paris.
Malheureusement la réalité ne correspond pas aux espérances ; il faut faire venir du minerai de l’extérieur et les marchés conclus pour l’approvisionnement de minerai sont trop onéreux, la gestion de l’usine est imprudente, l’exploitation des mines de houilles accuse des pertes alors que les débouchés existent par suite du développement des industries qui exigent beaucoup de fer et donc de combustible, les moyens de transports sont inadaptés. Ces circonstances nuisent à la production des premières fontes en quantité moindre des prévisions. Les dépenses de la compagnie s’établirent au-delà de ses ressources. Face à ces difficultés, de Gallois sollicite du préfet (lettre en date du 24 avril 1823) la protection du gouvernement pour l’aider dans son entreprise.

Peu secondé par les personnes placées sous ses ordres, il ressent vivement les retards, les obstacles au développement du projet auquel il s'était consacré depuis huit ans sans discontinuer.

« Le directeur, excellent homme, plein d’instruction et de simplicité est parfaitement à même d’ordonner le plan d’ensemble de ce vaste établissement et d’en déterminer toutes les parties : mais ce travail qui est plus de cabinet que de terrain, l’absorbe nécessairement en grande partie et il manque de mains qui l’aident pour l’exécution. Il n’est pas secondé et d’une manière active comme il serait nécessaire pour presser les choses et jouir enfin. Tout est bien conçu, bien tracé, bien disposé et ne peut manquer de marcher mais il est besoin de patience. Cela peut se concilier peut-être avec une compagnie par actions, mais entre des mains particulières le dégoût serait à craindre.» »

— Lettre de G. Dufaud à MM. Boigues et fils à Paris écrite à Saint-Étienne le 6 avril 1822.
En juillet 1823, le directeur général des Ponts et Chaussées et des Mines Becquey, à l’occasion d’un voyage à Saint-Étienne, visite l'usine de Terrenoire : le haut-fourneau produit peu, de Gallois s’apprête à quitter l'administration de l'entreprise.

En 1823, de Gallois se résout, à donner sa démission de directeur-administrateur de la compagnie, met fin à son congé et réintègre le Corps des mines.

« Je crois avoir rempli ma tâche... avec d'autres circonstances j'aurais fait mieux et plus vite. Je ne crois point qu'il ait dépendu de moi d'obtenir immédiatement un succès plus complet. L'éducation des hommes et la disposition des choses qui se rattachent à une industrie nouvelle forment un problême très-compliqué, dont les élémens inconnus ne peuvent se résoudre tous à-la- fois. Il a fallu un certain courage pour, le premier, oser le tenter seul ; et c'est tout le mérite que je prétends avoir eu. Quels que soient les inconvéniens qu'on a rencontrés, l'établissement subsiste, ses bases sont bonnes, et il ne peut manquer de prospérer et de remplir le vœu des actionnaires. L'exemple ne tardera pas à être suivi par de nombreux imitateurs, et la France trouvera un grand ensemble de ressources qui manquaient jusqu'à présent à son industrie…. (Lettre au directeur général des Ponts et Chaussées et des Mines) »

— Notice nécrologique sur M. de Gallois-Lachapelle.

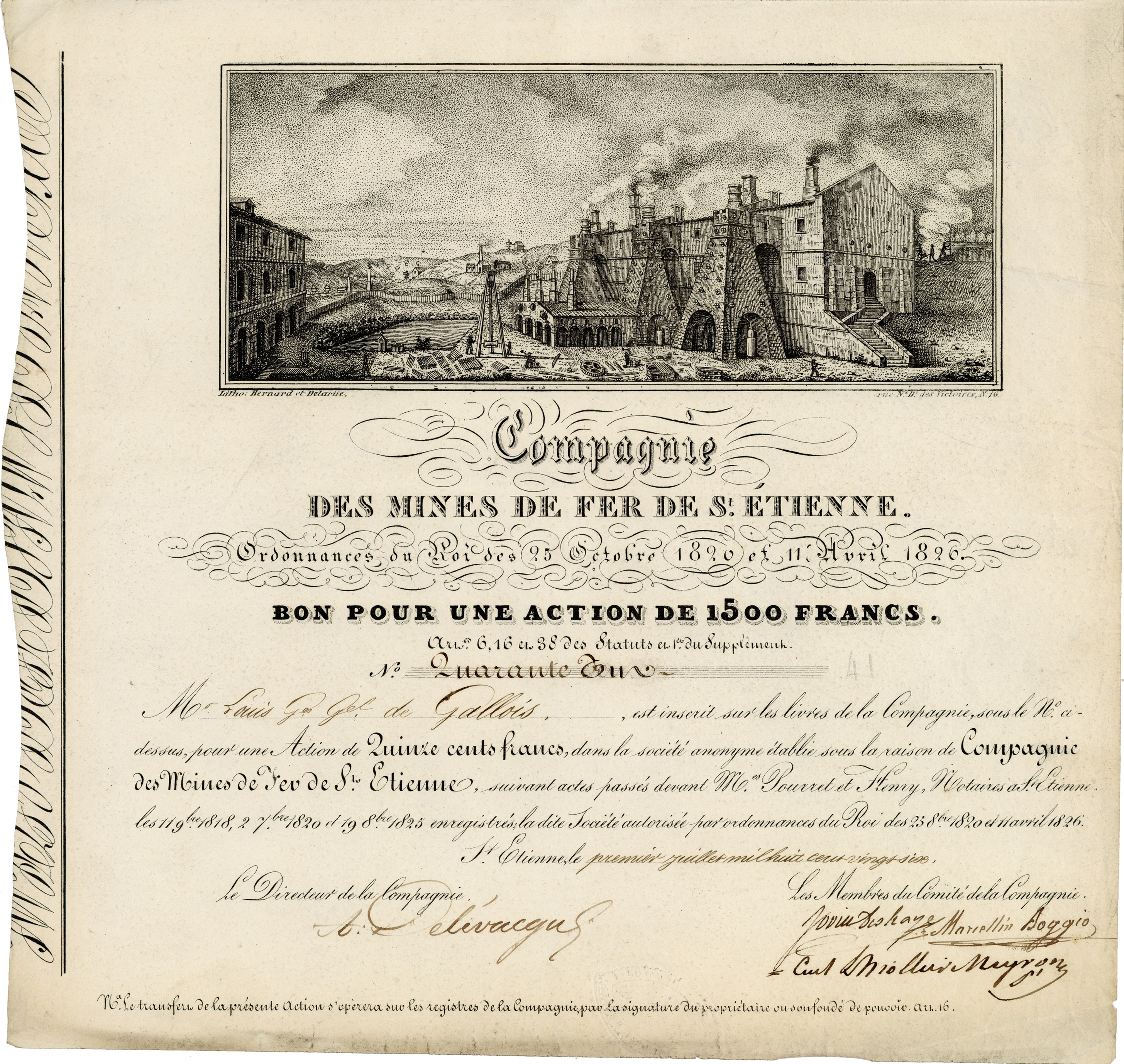
Action de 1.500 francs de la Compagnie des Mines de Fer de St. Étienne, émise le 1er juillet 1826, signée par le directeur Délévacque, successeur de Louis de Gallois

En 1826, la duchesse d'Angoulême fait l'honneur de sa visite à « l’établissement des hauts-fourneaux de la compagnie des mines de fer de Saint-Étienne. » 
Delevacque, successeur de Gallois, crée 500 nouvelles actions (ordonnance du 11 avril 1826) dont seulement 326 trouvent preneur. Ce capital supplémentaire ne suffit pas redresser la situation de l’entreprise qui, en 1827 au départ de Delevacque affiche une dette de 768 345 F.
Au départ de Delevacque en 1827, un troisième directeur, Thibaud (ingénieur des Mines) administre l’entreprise avec davantage de rigueur. Un emprunt de 500 F est ouvert mais une partie seulement des actionnaires y souscrit. Deux ans après, en 1829, l’emprunt n’est pas remboursé et la dette s’élève à 622 404 F. En 1831, la dette s’élève à 570 430 F.
La direction de l’entreprise est confiée jusqu’à fin avril 1833, date de la liquidation, à un comité de trois membres qui, à force d’économie, permet à l’usine de produire de la fonte avec bénéfice. Cependant, les fabrications ont cessé en 1832 ; les hauts-fourneaux ont été éteints en 1830. En dix ans, la compagnie a englouti près de 2 MF. Les deux hauts-fourneaux du Janon ont été amodié à la Cie des Fonderies et forges de la Loire et de l’Isère.

L’usine est liquidée en 1832 faute de capitaux suffisants. Les biens de la société sont mis aux enchères publiques le 11 mai 1835,
« On dépensa sans discernement, pour l’exploitation et le commerce de la houille, pour une maison d’habitation, pour l’atelier de moulage, la briquerie, les hauts fourneaux et la fondation de l’usine de fer, la totalité et au-delà du capital social, sans rien compléter. Le fondateur, M. de Gallois, ingénieur distingué, n’avait pas toutes les qualités commerciales nécessaires pour une gestion aussi difficile. Ses prévisions ne se réalisèrent pas. Il avait annoncé qu’il produirait de la fonte à 100 francs et même à 90 francs les 1 000 kg. Dans les premières années, le prix de revient (sans y comprendre l’intérêt des fonds) s’éleva à 250 francs… Assurément, peu d’entreprises industrielles ont eu un résultat aussi désatreux »
— Alphonse Peyret-Lallier Statistique industrielle du département de la Loire 1835
.
L’établissement de Gallois était l’un des premiers centres sidérurgiques « modernes ». La société qu’il mit en place pour le réaliser est également l’un des premiers exemples d’association d’un capitaliste (Boigues) avec un ingénieur capable de mettre en place les techniques nouvelles. Les hauts-fourneaux construit par de Gallois à Terrenoire (au Janon) non seulement ont suscité l’intérêt de Frèrejean et de Dufaud mais ils devaient servir de modèle à celui qui allait être construit au Creusot.